# Massarello di Giglio
Massarello di Giglio (Siena, ... – Siena, 1339) è stato un pittore italiano di scuola senese, attivo a Siena dal 1291 al 1339, anno della sua morte.

## Biografia
Di lui si conosce molto poco, se non il periodo in cui fu attivo a Siena, e si ritiene possa essere stato il figlio del pittore Gilio di Pietro autore di una tavoletta di Biccherna  del 1258.

## Opera
- L'unica sua opera conosciuta è una tavoletta di Gabella, datata 1291, che gli venne pagata 8 soldi, sotto il nome di Massaruccio: Blasone di tre esattori (1291), n. 11 della collezione dell'Archivio di Stato di Siena).

(Testo scritto sulla tavoletta.)
- Crocifisso per la cappella dei Nove al Palazzo pubblico di Siena (1305)